# Ненад Милкић
Ненад Милкић (Лозница, 1985) српски је правник, песник и књижевник.

## Биографија
Рођен је 1. фебруара 1985. године у Лозници, детињство је провео у Бањи Ковиљачи. Са супругом Драганом живи у Малом Зворнику.
У првом роману „Зовем се Дуња” отвара теме абортуса и насиља у породици, износећи чињеницу да само због насилних прекида трудноће сваке године Србија изгуби град величине Шапца, Краљева или Чачка.
Трилогијом „Ми смо бранили Кошаре” чији су делови: „Последња стража”, „Зов карауле”, и „Бесмртни батаљон” даје ново светло на догађаје у рејону карауле Кошаре током 1998. и 1999. године.
Рецензије у његовим књигама писали: драмска уметница Љиљана Лашић, новинари Михаило Меденица, Александар Радонић, и Зоран Шапоњић, књижевници Саша Симоновић, Горан Врачар, Влада Арсић, и Борислав Косановић, новинар и редитељ Денис Бојић.
Заљубљеник је у шах, историју и старословенску митологију. Члан је Удружења књижевника Републике Српске и Удружења књижевника Србије. Члан је удружења Менса.

## Награде и признања
- Захвалница Ратних ветерана, инвалида и породица погинулих бораца Србије за несебичну помоћ и посебан допринос у раду удружења РВИ Србије (2014),
- Орден Косметска звезда 2. реда за заслуге у области књижевности (2015),[1]
- Плакета Општине Мали Зворник за остварена достигнућа од изузетног значаја за развој Општине Мали Зворник (2016),
- ПУШКИНОВА НАГРАДА – Награда А. С. Пушкина за „Верност речима и делима”, додељена од стране Савеза писаца Русије – Градска организација Москва (2017),[2]
- Захвалница Копнене војске Србије за сарадњу са Командом Копнене војске, сећање на жртве и борбу против заборава, допринос развијању и неговању патриотизма, родољубља, слободарског духа и традиција славне Српске војске (2017),
- Благодарје Равногорског покрета Чачак за братску помоћ (2017),
- Посебна награда Општине Мали Зворник, због достигнућа у књижевности (2018),
- Добитник и носилац „Церске споменице” (2018).
- Орден Косметска звезда 1. реда за заслуге у области књижевности (2018)
- Годишња награда Удружења књижевника Р. Српске за најбољи роман 2020. годину (2021)

## Дела
- Пурпурне кише, збирка поезије, 2011.
- Певај ми мама, збирка поезије, 2013.
- Зовем се Дуња, роман, Добра књига 2013.[3]
- Последња стража, роман, Прометеј 2014.[4]
- Зов карауле, роман, Панонија 2016.[5]
- Бесмртни батаљон, роман, 2018.[6]
- Погром 1: КОСТИ, роман, 2020.
- Дистимија, роман, 2022.
- Погром 2: Колона, 2023.